# James K. Branch
James K. „Jim“ Branch (* 19. Juni 1925 in Roswell, New Mexico; † 14. September 2007) war ein US-amerikanischer Ingenieur und Manager. Branch war über 40 Jahre für das Unternehmen Photo Research tätig, zuletzt als Präsident des Unternehmens. 1986 gründete er mit Nasir J. Zaidi das Unternehmen Spectra Cine, Inc. Er wurde zweimal mit dem Oscar für technische Verdienste ausgezeichnet.

## Leben
James K. Branch wurde 1925 in Roswell, New Mexico, geboren. Er ging vorzeitig von der Schule ab und trat der US Navy bei, wo er als Pharmacist’s Mate unter anderem auf Guam eingesetzt wurde. Nach dem Kriegsdienst arbeitete er zunächst in einem Veteranenkrankenhaus und begann dann eine Ausbildung im Bereich der Fluginstrumente.
Der Kameramann Karl Freund engagierte ihn dann für sein Messgeräte-Unternehmen Photo Research, zunächst um eine Produktionsstätte für die Messgeräte aufzubauen. Freund und Branch entwickelten in den Folgejahren mehrere Produkte, um die Qualität der Fotografie in der Film- und Fernsehindustrie zu verbessern. Branch blieb über 40 Jahre für Photo Research tätig und stieg dort bis zum Präsidenten des Unternehmens auf. 1978 stieß Nasir J. Zaidi zum Unternehmen, mit dem Branch in den folgenden Jahren weitere Produkte entwickelte. Branch und Zaidi erwarben 1986 die Foto-Produktlinie der Photo Research Corp. und gründeten mit Spectra Cine, Inc. ein eigenständiges Unternehmen.
Das von ihm geleitete Unternehmen Photo Research wurde zwischen 1952 und 1979 mehrfach mit dem Oscar für technische Verdienste (Class III) für Produktentwicklungen und Verbesserungen auf dem Gebiet der Fototechnik ausgezeichnet. Branch selbst wurde 1989 gemeinsam mit Nasir J. Zaidi und William L. Blowers mit dem Oscar für technische Verdienste (Class III) für den Entwurf und die Entwicklung des Spectra Cine-spot 1-Grad-Spotmeters zur Messung der Helligkeit von Kinoleinwänden („For the design and development of the Spectra Cine-spot 1-degree spotmeter for measuring the brightness of motion picture screens“) ausgezeichnet. 1999 erhielt er gemeinsam mit Zaidi und Remy Smith eine zweite Auszeichnung mit dem Oscar für technische Verdienste (Class III) für das Design und die Entwicklung des digitalen Belichtungsmessers Spectra Professional IV-A („For the design and development of the Spectra Professional IV-A digital exposure meter“).
Er war Mitglied der American Society of Cinematographers.
James K. Branch starb 2007. Er hinterließ seine Frau Leona, mit der er 55 Jahre verheiratet war, sowie zwei Kinder, vier Enkelkinder und zwei Urenkel.